# Bartolomeu de Gusmão
Bartolomeu de Gusmão (Santos, São Paulo, Brazília, 1685. – Toledo, 1724. november 18.) portugál pap, természettudós, a léggömb európai feltalálója. Teljes neve Bartolomeu Lourenço de Gusmão.

## Életpálya
1700-ban a Jézus Társasága szerzetesrendben noviciátusként kezdett. 1701-ben Portugáliában ment, Lisszabonban, az University of Coimbra keretében folytatta tanulmányait. Elsősorban filológiát, matematikát és teológiát tanult.
1709. augusztus 8-án Lisszabonban V. János portugál király, felesége, Mária Anna királynő, Michelangelo dei Conti kardinális (a későbbi XIII. Ince pápa), valamint az udvar hercegei és udvaroncai jelenlétében  a királyi palotában mutatott be léggömbkísérletet. A vastag papírból készült gömb azzal a forró levegővel lett feltöltve, amelyet a modell alá függesztett tálcán égő tüzelőanyag szolgáltatott. A demonstráció során Gusmão páter hőlégballonja mintegy három méter magasságba emelkedett. A sikeres bemutatót követően a király kinevezte a Coimbra Egyetem professzorává.

## Szakmai sikerek
1936-ban Rio de Janeiro repülőtérét, emlékére róla nevezték el: Bartolomeu de Gusmão Airport.

## Külső hivatkozások
- Bartolomeu de Gusmão. princeton.edu. [2014. február 2-i dátummal az eredetiből archiválva]. (Hozzáférés: 2014. január 22.)

1. 1 2 3  https://gallica.bnf.fr/ark:/12148/bpt6k24654x/f620.highres